# Per Kinde
Per Kinde (n. 14 aprilie 1887, Göteborg, Suedia – d. 1 iulie 1924) a fost un trăgător de tir ce a reprezentat Suedia, medaliat olimpic. A participat la o ediție a Jocurilor Olimpice (1920) în care a câștigat o medalie de bronz.

## Participări
Lista de mai jos prezintă principalele competiții la care a participat Per Kinde de-a lungul carierei.
- shooting at the 1920 Summer Olympics – men's team trap[*]